# ارنست کارچو
ارنست کارچو (آلمانی: Ernst Karchow؛ ۲۳ سپتامبر ۱۸۹۲ – ۷ اکتبر ۱۹۵۳) هنرپیشه اهل آلمان بود.
از فیلم‌ها یا برنامه‌های تلویزیونی که وی در آن نقش داشته‌است می‌توان به طلا و بادبزن خانم ویندیرمیر اشاره کرد.